# 1664 (啤酒)

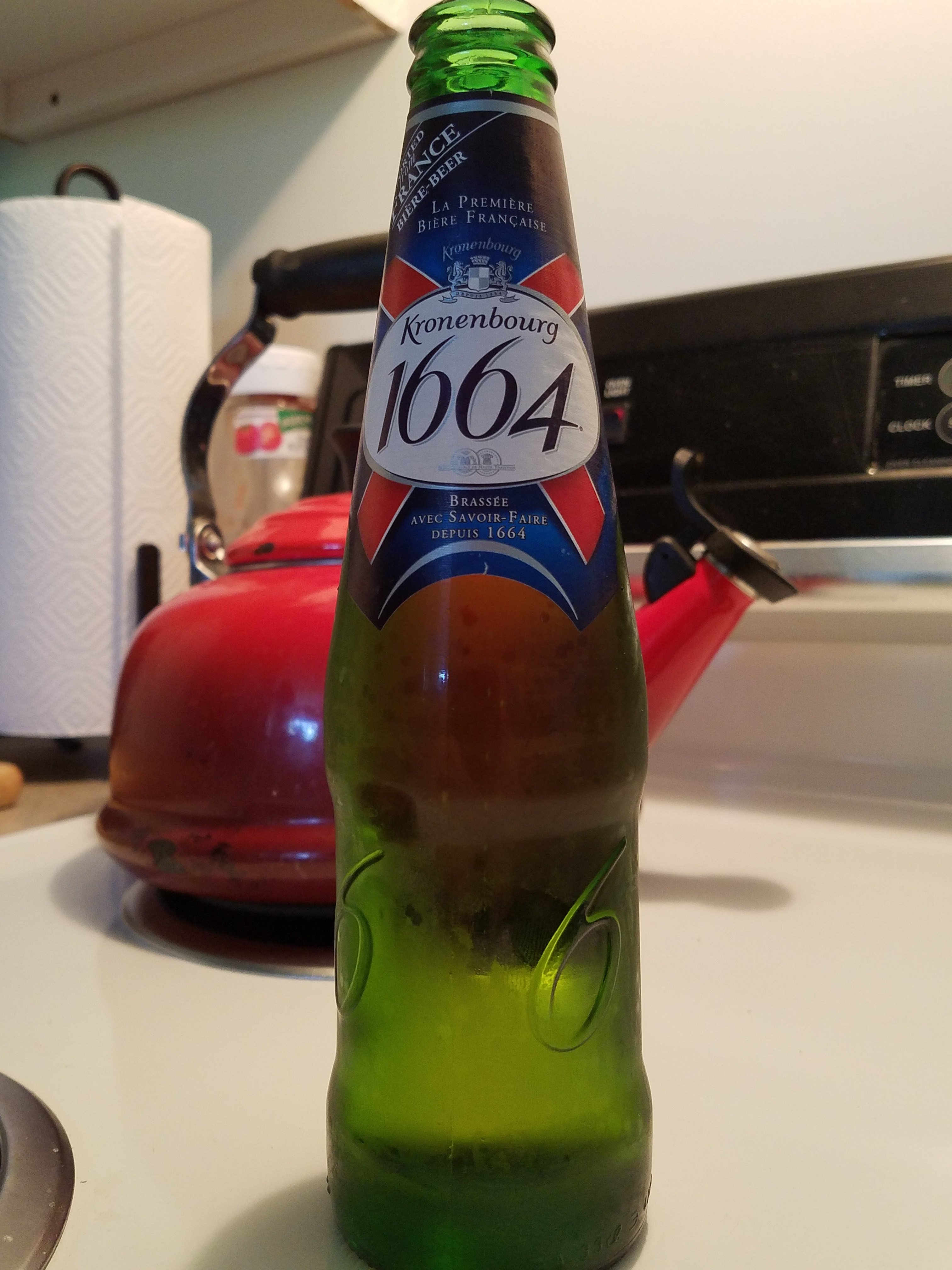
1664啤酒

1664是一個淡拉格品牌，欧洲大陆生產的1664酒精濃度為5.5%，英国生產的1664酒精濃度分别为5.0%和4.6%。該啤酒始於1664年的斯特拉斯堡，此後該啤酒的配方一直不變。